# Свято-Успенский Тадулинский монастырь
Свято-Успенский Тадулинский монастырь — православный (бывший грекокатолический) женский монастырь в деревне Слобода в Витебском районе Витебской области Белоруссии.

## История

### Униатский период
Монастырь был основан Тадеушем Огинским в 1740 году в деревне Тадулино как греко-католический и базилианский. Монастырю принадлежало 5 фольварков, 28 деревень, 8450 десятин земли и 1150 душ крепостных. Монахи также получили от Огинского право рыболовства в Тадулинском озере. В 1799 году в Тадулинский монастырь были переведены бывшие насельники упразднённого Витебского Успенского базилианского монастыря, все его имения также перешли к обители. В нём также хранились подаренная князем Огинским и считавшаяся чудотворной икона Богоматери, написанная в 1743 году, и принесённая базилианами из Витебска икона святого Николая.

### Православный период
В 1842 году монастырь стал православным. Монастырю был присвоен II класс. До 1888 года монастырь оставался мужским и использовался как дисциплинарный (в него ссылалось провинившееся духовенство, неспособные выполнять служебные поручения, а также престарелые и больные монахи), а затем был преобразован в женский, его приняли насельницы Спасо-Евфросиниевского Полоцкого монастыря.
Монастырь был необщежительным — то есть монахи, а впоследствии монахини получали от монастыря только пищу и должны были самостоятельно приобретать одежду и необходимые предметы быта. Он находился под игуменским управлением. По штату в нём должно было проживать 16 монашествующих: настоятельница, десять монахинь и пять послушниц. Однако в разные годы число насельниц достигало 57-58 человек.
В монастыре широко отмечался день святителя Николая 22 мая (9 мая по старому стилю) — Никола Вешний. Он располагал Успенским храмом, построенным, по разным сведениям, в 1769, 1772 или 1774 году, храмом святого благоверного князя Александра Невского и домовой церковью Казанской иконы Божией Матери.
С 1891 года при Тадулинском монастыре действовало женское двухклассное училище, которое около 1910 года было преобразовано в двухклассную женскую школу с педагогическим курсом. При нём работала и церковно-приходская школа под руководством настоятельницы. В 1912 году в школе учились 21 мальчик и 11 девочек, а в 1917 году — 33 мальчика и 94 девочки. В 1918 году на её базе была открыта трудовая школа первой ступени, в которой преподавали послушницы монастыря.

## Послереволюционный период
Часть зданий монастыря в начале 1920-х годов были переданы школе с пансионатом имени III Интернационала. В монастыре также размещались эвакуированные из голодающего Поволжья дети. 8 июня 1922 года в монастыре было произведено изъятие церковных ценностей.
Витебский уездный исполнительный комитет советов зарегистрировал монастырь как приходскую общину 21 июля 1923 года. Председателем церковно-приходского совета была избрана последняя настоятельница монастыря — монахиня Есфирь (Вяль), которая сменила на посту настоятельницы шестидесятипятилетнюю игуменью Анфису (Кузмицкую) в 1922 году. В это же время монахини организовали сельскохозяйственную артель, и несколько лет обрабатывали монастырский огород. 14 марта 1928 года Витебский окружной исполнительный комитет принял решение о её ликвидации. После этого артель снова была создана, но уже не из монахинь, а из местных крестьян. Успенский храм монастыря при этом продолжал существовать как приходской до конца 1930-х годов, однако во время боевых действий Великой Отечественной войны в 1943 году был разрушен.
Настоятельница Эсфирь (Вяль) после ликвидации монастыря жила в Орле и работала одеяльщицей на фабрике имени Парижской коммуны. В 1937 году она была арестована и осуждена на 8 лет исправительно-трудовых лагерей, и умерла в 23 декабря 1940 года, отбывая наказание в Новосибирской области. Постановлением Президиума Орловского областного суда от 17 августа 1957 года её дело было прекращено за отсутствием состава преступления.

## Возрождение монастыря
Священный синод Белорусской православной церкви принял решение о возрождении Свято-Успенского женского монастыря 4 апреля 2011 года. Его настоятельницей была назначена монахиня Илария (Болт). 17 мая 2011 года в ведение монастыря в качестве монастырского подворья был передан храм блаженной Ксении Петербургской в деревне Берники Витебского района, а в деревне Слобода на монастырском холме была построена часовня. На 2017 год в монастыре проживало 6 насельниц.

## Известные настоятельницы
Известны следующие настоятельницы:
- монахиня Александра (Твёрдая) — 1888 год, отказалась от управления монастырём.
- игуменья Аристоклия (Маевская) — с 10 июня 1889 года. Дворянка, родилась в 1850 году и получила образование в пансионе в Полоцке, в 1899 году ещё находилась на посту настоятельницы[7]. Весной 2012 года на месте монастыря были обнаружены две могилы, одна из которых, возможно, принадлежит игуменьи Аристоклии.
- игуменья Анфиса (Кузмицкая) — настоятельствовала после игуменьи Аристоклии.
- монахиня Эсфирь (Вяль) — не производилась в игуменьи; последняя настоятельница монастыря до закрытия.
- игуменья Иллария (Болт) — с 4 апреля 2011 года; первая настоятельница возрождённой обители.